# Store tjärnen, Västergötland
Store tjärnen är en sjö i Vårgårda kommun i Västergötland och ingår i Göta älvs huvudavrinningsområde. Sjöns area är 0,015 kvadratkilometer och den befinner sig 210 meter över havet.